# Besim Bokshi
Besim Bokshi (ur. 12 listopada 1930 w Gjakovie, zm. 16 sierpnia 2014 tamże) – kosowski pisarz, profesor na Uniwersytecie w Prisztinie oraz prezes Kosowskiej Akademii Nauk i Sztuki w latach 2008-2011.

## Życiorys
W 1959 roku ukończył albanologię na Uniwersytecie w Belgradzie, gdzie następnie kontynuował studia podyplomowe z językoznawstwa. W 1977 roku na Wydziale Filologicznym Uniwersytetu w Prisztinie obronił pracę doktorską dotyczącej formowania się fleksji języka albańskiego.
W gjakovskim gimnazjum pracował jako nauczyciel języka albańskiego, a w latach 1961-1963 był dyrektorem tego gimnazjum. W latach 1967–1973 był profesorem Wyższej Szkoły Pedagogicznej w Djakowicy w zakresie morfologii języka albańskiego. W tym czasie pracował przez osiem miesięcy w Instytucie Albanologicznym w Prisztinie.
Należał do Ligi Pisarzy Kosowa. Od 1996 r. był pełnoprawnym członkiem Akademii Nauk i Sztuk Kosowa. W wyniku wyborów generalnych z 1992 roku objął mandat deputowanego do parlamentu. W latach 2002–2008 pełnił funkcję wiceprezesa tej akademii, a w latach 2008-2011 był jej prezesem.